# كأس العالم 1954
كأس العالم لكرة القدم 1954 هي البطولة الخامسة في بطولات كأس العالم لكرة القدم، وأقيمت في سويسرا، فتم الإعلان عن البلد المستضيف في نفس اليوم الذي أعلن فيه عن اختيار البرازيل لاستضافة كأس العالم لكرة القدم 1950، حيث كانت سويسرا هي الدولة الوحيدة التي أعلنت عن استعدادها لاحتضان البطولة. شهدت البطولة أعلى معدل تسجيل للأهداف في تاريخ نهائيات كأس العالم عندما بلغ المعدل 5.38 هدف لكل مباراة. وفي هذه البطولة تم تغيير نظام البطولة بحيث تقسم الفرق الستة عشر المتأهلة على أربعة مجموعات، يتأهل صاحبا المركزين الأول والثاني للدور المقبل.
أقيم نهائي كأس العالم لكرة القدم 1954 على ملعب وانكدورف بمدينة بيرن السويسرية، حضر النهائي ما يقارب 64 ألف متفرج. جمعت المباراة النهائية منتخبين ألمانيا الغربية وهنغاريا، في لقاء توقع فيه الجميع أن الفوز سيكون من نصيب المنتخب الهنغاري نظراً لمستواه الممتاز حينها، لكن منتخب ألمانيا الغربية حقق المفاجأة، وفاز بنتيجة 3-2، محققاً اللقب الأول له في بطولات كأس العالم.
وعقب فوز ألمانيا الغربية باللقب، أطلق الألمان عبر إحدى وسائل الإعلام على تلك المباراة لقب  المعجزة في بيرن (بالألمانية: Das Wunder von Bern) بالإشارة إلى العاصمة السويسرية بيرن التي فاز بها المنتخب الألماني الغربي.

## مباريات البطولة كأس العالم 1954

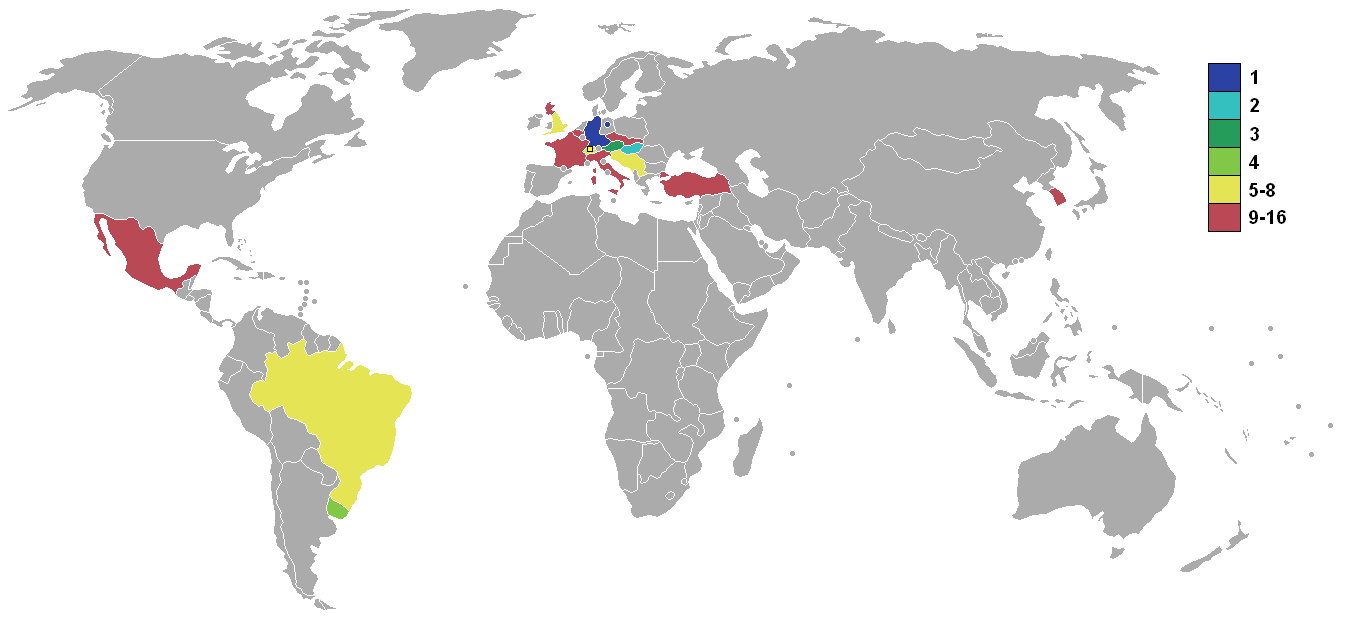
الفرق المتأهلة.

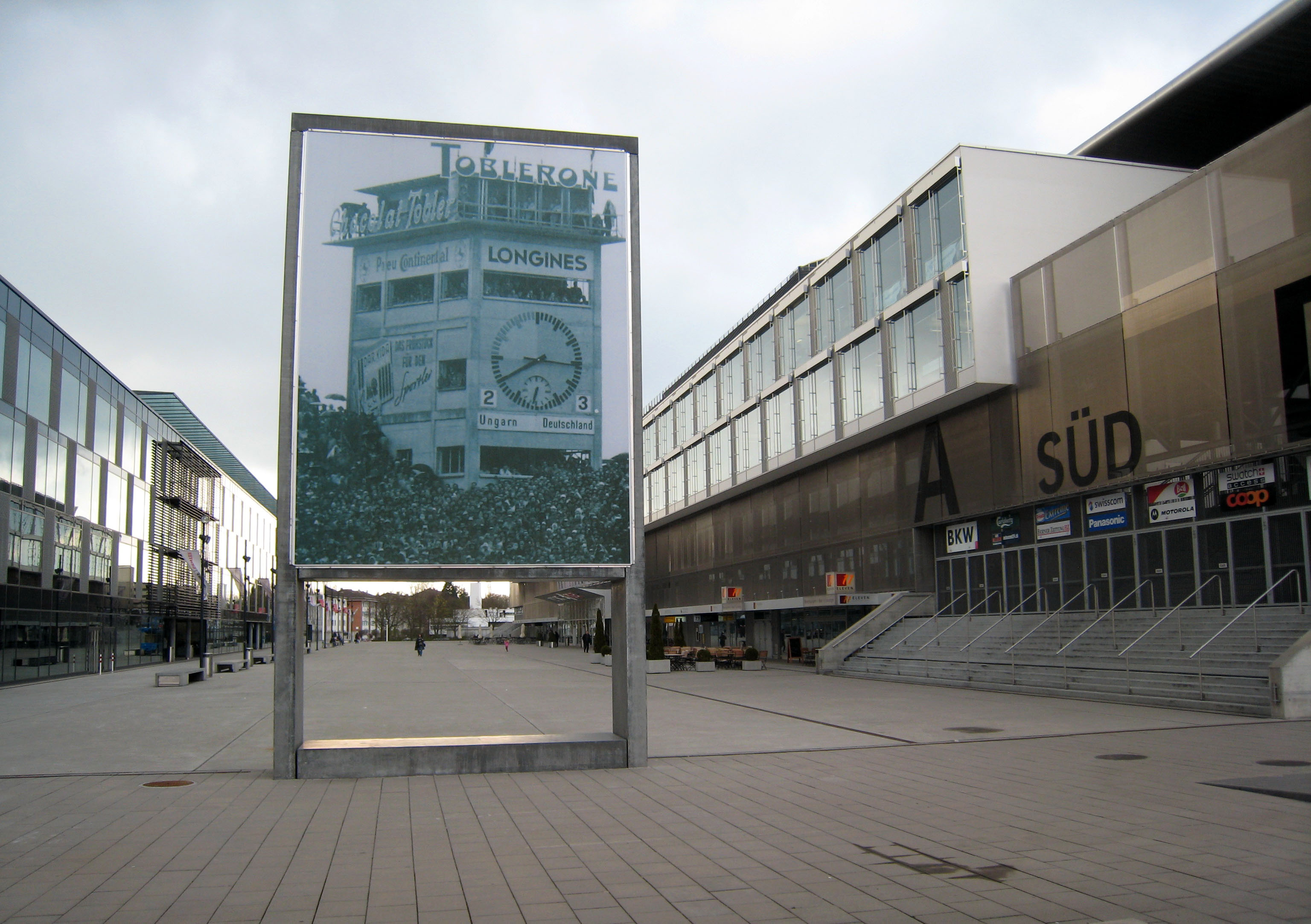
صورة في العاصمة السويسرية بيرن والتي ذكرت باللوحة المكان التي التقى فيها المنتخبان الألماني الغربي والهنغاري.

### مجموعة 1
| التاريخ    | المدينة | المباراة              | النتيجة | الشوط الأول |
| ---------- | ------- | --------------------- | ------- | ----------- |
| 16/06/1954 | جنيف    | المكسيك X البرازيل    | 5/0     | 4/0         |
| 16/06/1954 | لوزان   | فرنسا X يوغوسلافيا    | 1/0     | 1/0         |
| 19/06/1954 | لوزان   | يوغوسلافيا X البرازيل | 1/1     | 0/0         |
| 19/06/1954 | جنيف    | المكسيك X فرنسا       | 3/2     | 1/0         |

### مجموعة 2
| التاريخ    | المدينة | المباراة                | النتيجة | الشوط الأول |
| ---------- | ------- | ----------------------- | ------- | ----------- |
| 17/06/1954 | زيوريخ  | كوريا الجنوبية X المجر  | 9/0     | 4/0         |
| 17/06/1954 | بيرن    | تركيا X ألمانيا الغربية | 4/1     | 1/1         |
| 20/06/1954 | بازل    | ألمانيا الغربية X المجر | 8/3     | 3/1         |
| 20/06/1954 | جنيف    | كوريا الجنوبية X تركيا  | 7/0     | 4/0         |
| 23/06/1954 | زيوريخ  | تركيا X ألمانيا الغربية | 7/2     | 3/1         |

### مجموعة 3
| التاريخ    | المدينة | المباراة                 | النتيجة | الشوط الأول |
| ---------- | ------- | ------------------------ | ------- | ----------- |
| 16/06/1954 | زيوريخ  | اسكتلندا X النمسا        | 1/0     | 1/0         |
| 16/06/1954 | بيرن    | تشيكوسلوفاكيا X أوروغواي | 2/0     | 0/0         |
| 19/06/1954 | زيوريخ  | تشيكوسلوفاكيا X النمسا   | 5/0     | 4/0         |
| 19/06/1954 | بازل    | اسكتلندا X أوروغواي      | 7/0     | 2/0         |

### مجموعة 4
| التاريخ    | المدينة | المباراة         | النتيجة | الشوط الأول      |
| ---------- | ------- | ---------------- | ------- | ---------------- |
| 17/06/1954 | بازل    | بلجيكا X إنجلترا | 4/4     | 2/1              |
| 17/06/1954 | لوزان   | إيطاليا X سويسرا | 1/2     | 1/1              |
| 20/06/1954 | بيرن    | سويسرا X إنجلترا | 0/2     | 0/1              |
| 23/06/1954 | بازل    | إيطاليا X سويسرا | 1/4     | 1/0 مباراه فاصله |

### دور الثمانية
| التاريخ    | المدينة | المباراة                     | النتيجة | الشوط الأول |
| ---------- | ------- | ---------------------------- | ------- | ----------- |
| 26/06/1954 | بازل    | إنجلترا X أوروغواي           | 4/2     | 2/1         |
| 26/06/1954 | لوزان   | سويسرا X النمسا              | 7/5     | 5/4         |
| 27/06/1954 | بيرن    | البرازيل X المجر             | 4/2     | 2/1         |
| 27/06/1954 | جنيف    | يوغوسلافيا X ألمانيا الغربية | 2/0     | 1/0         |

### الدور قبل النهائي

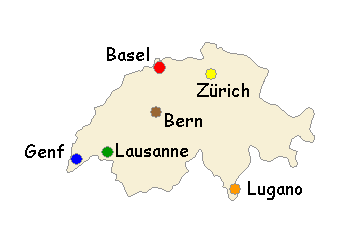
المدن المستضيفة.

| التاريخ    | المدينة | المباراة                 | النتيجة | الشوط الأول |
| ---------- | ------- | ------------------------ | ------- | ----------- |
| 30/06/1954 | لوزان   | أوروغواي X هنغاريا       | 4/2     | 1/0         |
| 30/06/1954 | بازل    | النمسا X ألمانيا الغربية | 6/1     | 1/0         |

### المركز الثالث والرابع
| التاريخ    | المدينة | المباراة          | النتيجة | الشوط الأول |
| ---------- | ------- | ----------------- | ------- | ----------- |
| 03/07/1954 | زيوريخ  | أوروغواي X النمسا | 3/1     | 1/1         |

### الدور النهائي
| التاريخ    | المدينة | المباراة                | النتيجة | الشوط الأول |
| ---------- | ------- | ----------------------- | ------- | ----------- |
| 04/07/1954 | بيرن    | المجر X ألمانيا الغربية | 3/2     | 2/2         |

## ترتيب المنتخبات حسب النقاط والأهداف
| الترتيب | المنتخب         | فاز | تعادل | خسر | نقط | له  | عليه | فرق |
| ------- | --------------- | --- | ----- | --- | --- | --- | ---- | --- |
| 1       | ألمانيا الغربية | 5   | 0     | 1   | 10  | 25  | 14   | 11  |
| 2       | المجر           | 4   | 0     | 1   | 8   | 27  | 10   | 17  |
| 3       | النمسا          | 4   | 0     | 1   | 8   | 17  | 12   | 5   |
| 4       | الأوروغواي      | 3   | 0     | 2   | 6   | 16  | 9    | 7   |
| 5       | سويسرا          | 2   | 0     | 2   | 4   | 11  | 11   | 0   |
| 6       | البرازيل        | 1   | 1     | 1   | 3   | 8   | 5    | 3   |
| 7       | إنجلترا         | 1   | 1     | 1   | 3   | 8   | 8    | 0   |
| 8       | يوغوسلافيا      | 1   | 1     | 1   | 3   | 2   | 3    | 1-  |
| 9       | فرنسا           | 1   | 0     | 1   | 2   | 3   | 3    | 0   |
| 10      | تركيا           | 1   | 0     | 2   | 2   | 10  | 11   | 1-  |
| 11      | إيطاليا         | 1   | 0     | 2   | 2   | 6   | 7    | 1-  |
| 12      | بلجيكا          | 0   | 1     | 1   | 1   | 5   | 8    | 3-  |
| 13      | المكسيك         | 0   | 0     | 2   | 0   | 2   | 8    | 6-  |
| 14      | تشيكوسلوفاكيا   | 0   | 0     | 2   | 0   | 0   | 7    | 7-  |
| 15      | اسكتلندا        | 0   | 0     | 2   | 0   | 0   | 8    | 8-  |
| 16      | كوريا الجنوبية  | 0   | 0     | 2   | 0   | 0   | 16   | 16- |
| ***     | المجموع         | 24  | 2     | 24  | *** | 140 | 140  | 0   |

ملحوظة:الخطوط الزرقاء تفصل ما بين الأدوار التي تقصى فيها الفرق.